# 町田尚子
町田 尚子（まちだ なおこ、1968年 - ）は、日本のイラストレーター、絵本作家。

## 経歴
東京都生まれ。武蔵野美術大学短期大学部卒業。

## 作品リスト
- ペギー・スー　セルジュ・ブリュソロ著、金子ゆき子翻訳、角川書店、2002年6月〜2010年7月
- 動物園の暗号 現代ミステリー短編集、有栖川有栖 著、岩崎書店、2006年12月

- 小さな犬、町田尚子 作、白泉社、2007年6月
- うらしまたろう 日本の昔話えほん、山下明生 文、あかね書房、2010年5月
- シーラカンスとぼくらの冒険 スプラッシュ・ストーリーズ、歌代朔 作、あかね書房、2011年9月
- いるのいないの 怪談えほん、京極夏彦 作、東雅夫 編、岩崎書店、2012年2月
- 逢魔が時のものがたり ティーンズ文学館、巣山ひろみ 作、学研教育出版、2012年7月
- おばけにょうぼう こどもプレス、内田麟太郎 文、イースト・プレス、2013年4月
- さくらいろのりゅう、町田尚子 作、アリス館、2015年3月
- あずきとぎ 京極夏彦の妖怪えほん、京極夏彦 作、東雅夫 編、岩崎書店、2015年3月
- だれのものでもない岩鼻の灯台、山下明生 文、絵本塾出版、2015年12月
- ネコヅメのよる、町田尚子 作、WAVE出版、2016年5月
- たぬきの花よめ道中、最上一平 作、岩崎書店、2018年03月
- マッチうりのしょうじょ、やなぎやけいこ 文、西本鶏介 監修、フレーベル館、2018年11月
- なまえのないねこ、竹下文子 文、小峰書店、2019年4月
- ねことねこ、町田尚子作、こぐま社、2019年10月
- ねこは るすばん、町田尚子 作、ほるぷ出版、2020年9月

## 受賞歴
- 日本絵本賞
  - 第24回（2018年） - 「たぬきの花よめ道中」（作/最上一平、絵/町田尚子）
  - 第25回（2019年） - 「なまえのないねこ」（文/竹下文子、絵/町田尚子）
- 講談社絵本賞
  - 第51回（2020年） - 「なまえのないねこ」（文/竹下文子、絵/町田尚子）
- 絵本屋さん大賞
  - 2019年 - 「なまえのないねこ」（町田尚子/絵　竹下文子/文　小峰書店）[2]
- 沖縄書店大賞
  - 第6回（2020年）『なまえのないねこ』[3]